# Bengtsfors landsfiskalsdistrikt
Bengtsfors landsfiskalsdistrikt var 1941–1964 ett landsfiskalsdistrikt i Älvsborgs län, bildat när Sveriges nya indelning i landsfiskalsdistrikt trädde i kraft den 1 oktober 1941, enligt kungörelsen den 28 juni 1941. Detta distrikt bildades genom sammanslagning av del av Billingsfors landsfiskalsdistrikt och del av Lelångens landsfiskalsdistrikt som hade bildats den 1 januari 1918 när Sveriges första indelning i landsfiskalsdistrikt trädde i kraft. Den 1 januari 1965 avskaffades i Sverige samtliga landsfiskaler och landsfiskalsdistrikt, och deras arbetsuppgifter delades upp på de nyskapade indelningarna polisdistrikt, åklagardistrikt och kronofogdedistrikt.
Landsfiskalsdistriktet låg under länsstyrelsen i Älvsborgs län.

## Ingående områden
Kommunerna Laxarby, Steneby och Tisselskog hade tidigare tillhört Billingsfors landsfiskalsdistrikt och kommunerna Torrskog, Vårvik, Ärtemark och Bengtsfors köping hade tidigare tillhört Lelångens landsfiskalsdistrikt. När Sveriges nya indelning i landsfiskalsdistrikt trädde i kraft den 1 januari 1952 (enligt kungörelsen 1 juni 1951) ändrades distriktets indelning genom kommunreformen 1952 men omfattningen ändrades inte.

### Från 1 oktober 1941
Vedbo härad:
- Bengtsfors köping
- Laxarby landskommun
- Steneby landskommun
- Tisselskogs landskommun
- Torrskogs landskommun
- Vårviks landskommun
- Ärtemarks landskommun

### Från 1 januari 1952
- Bengtsfors köping
- Lelångs landskommun
- Steneby landskommun